# 西湖藕粉

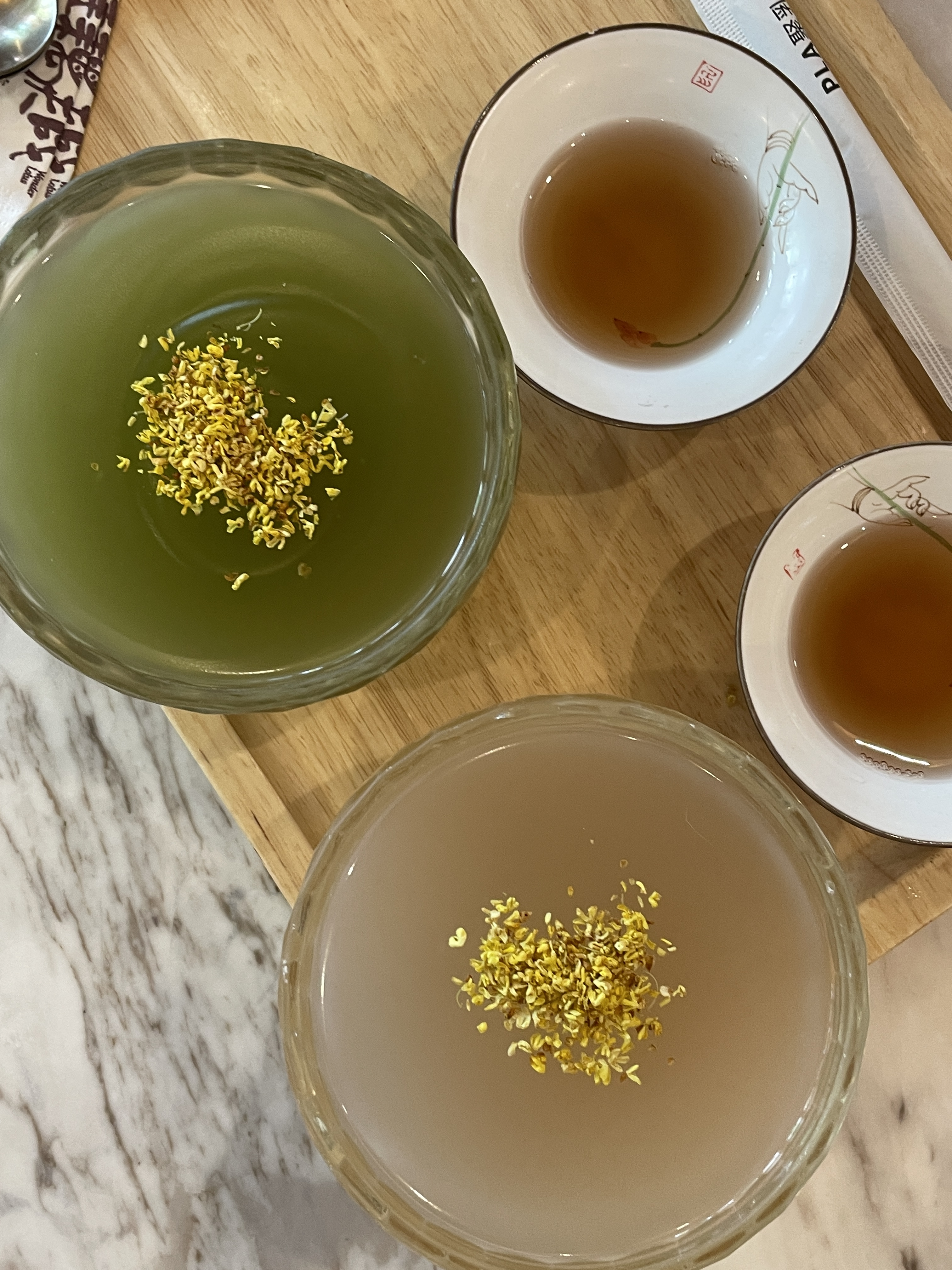
两种口味的西湖藕粉

西湖藕粉是一种杭州特产小吃，成分为莲藕粉、糖桂花等，近年来为满足市场需要，也有无糖藕粉。市面出售有袋装和纸盒装，多为15－20g一小袋，浅色颗粒状，需250－300ml沸水冲泡后搅拌成半透明状食用，入口香滑。一般是浙江生产，无论何种品牌均冠名为“西湖藕粉”。